# Цветко Узуновски
Цветко Узуновски — Абас (Царев Двор, код Преспе, 21. децембар 1912 — Скопље, 24. мај 1993) био је учесник Шпанског грађанског рата и Народноослободилачке борбе, генерал-пуковник ЈНА и друштвено-политички радник СФР Југославије и СР Македоније.

## Биографија
Рођен је 24. децембра 1912. године у Цареву Двору, код Преспе. Као занатлијски радник, прикључио се синдикалном покрету 1934, а члан Комунистичке партије Југославије (КПЈ) постао је 1937. године.
Од 18. јуна 1937. до 1939. године борио се на страни Шпанске републике као борац у Интернационалним бригадама.
Године 1941. прикључио се Народноослободилачкој борби. Био је један од организатора устанка у Македонији, члан Покрајинског војног штаба за Македонију, члан и политички комесар Главног штаба Македоније од јуна 1942. године и члан првог састава Централног комитета Комунистичке партије Македоније од марта 1943. године.
Био је изабран за посланика на Другом заседању АВНОЈ-а, за члана Иницијативног одбора Првог заседања АСНОМ-а и за посланика на Првом заседању АСНОМ-а. Био је и члан Одељења за заштиту народа (ОЗН) за Македонију.

### Послератни период
Након ослобођења, вршио је многе одговорне дужности: 
- министар унутрашњих послова НР Македоније од 1946. до 1953. године,
- члан Централног комитета КПЈ од 1948. године,
- члан другог сазива Президијума Народне скупштине ФНРЈ,
- члан Извршног већа Собрања Македоније и Савезног извршног већа (СИВ),
- начелник Управе за цивилну заштиту у Државном секретаријату унутрашњих послова (ДСУП), од 1953. године,
- начелник Управе за цивилну заштиту у Државном секретаријату народне одбране (ДСНО), од 1963. године.

Пензионисан је у чину генерал-пуковника ЈНА, 1972. године.
Умро је 24. маја 1993. године у Скопљу.
Носилац је Партизанске споменице 1941, Ордена партизанске звезде са златним венцем, Ордена заслуга за народ са златном звездом, Ордена братства и јединства са златним венцем и других страних и југословенских одликовања.